# Кучерин, Василий Федосеевич
Василий Федосеевич Кучерин (21 января 1928 — 28 декабря 2010) — передовик советского судостроения, бригадир судосборщиков Выборгского судостроительного завода Министерства судостроительной промышленности СССР, Ленинградская область, Герой Социалистического Труда (1971).

## Биография
Родился в 1928 году в селе Ульяновка, ныне Новобугского района, Николаевской области.
Окончил неполную среднюю школу. Во время Великой Отечественной войны находился на оккупированной территории. В 1946 году завершил обучение в ремесленном училище в городе Николаеве. С 1946 года стал трудиться судосборщиком на Николаевском судоремонтном заводе №445 имени 61 коммунара. 
С 1955 года и на протяжении 42 лет работал на Выборгском судостроительном заводе. С 1957 года бригадир судосборщиков корпусостроительного цеха №870. Высококвалифицированный специалист. Работал по сооружению и строительству десантных кораблей, спасательных судов для ВМФ.    
Указом Президиума Верховного Совета СССР от 26 апреля 1971 года (закрытым) за достижение высоких показателей в производстве Василию Федосеевичу Кучерину присвоено звание Героя Социалистического Труда с вручением ордена Ленина и медали «Серп и Молот».
В 1997 году вышел на заслуженный отдых.
Проживал в городе Выборге. Умер 28 декабря 2010 года. 

## Награды
За трудовые успехи был удостоен:
- золотая звезда «Серп и Молот» (26.04.1971)
- орден Ленина (26.04.1971)
- Орден Знак Почёта (28.04.1963)
- Медаль "За трудовое отличие" (17.01.1953)
- другие медали.